# USA i olympiska vinterspelen 1956
USA deltog med 67 deltagare vid de olympiska vinterspelen 1956 i Cortina d'Ampezzo. Totalt vann de två guldmedaljer,tre silvermedaljer och två bronsmedaljer.

## Medaljer

### Guld
- Hayes Alan Jenkins - Konståkning
- Tenley Albright - Konståkning

### Silver
- Ronnie Robertson - Konståkning
- Carol Heiss - Konståkning
- Wendell Anderson, Wellington Burtnett, Eugene Campbell, Gordon Christian, Bill Cleary, Richard Dougherty, Willard Ikola, John Matchefts, John Mayasich, Daniel McKinnon, Richard Meredith, Weldon Olson, John Petroske, Kenneth Purpur, Don Rigazio, Richard Rodenheiser och Ed Sampson - Ishockey

### Brons
- Arthur Tyler, William Dodge, Charles Butler och James Lamy - Bob, fyrmanna
- David Jenkins - Konståkning